# Kumm Sabba Mirza
Kumm Sabba Mirza (født 1983 i Amsterdam) er en dansk forsker, iværksætter og foredragsholder. Hun er direktør for medievirksomheden My Law Story, en medieplatform der fokuserer på diversitet, inklusion og trivsel i den juridiske branche. Hun er i øjeblikket ansat som forsker ved Syddansk Universitet.
Hun blev Ph.D i strafferet i 2017 fra Københavns Universitet. Hendes afhandling omhandlede æresrelaterede forbrydelser og negativ social kontrol. Hun var postdoc ved Max Planck Instituttet for Social Antropologi (en) i Tyskland og har undervist i jura ved Københavns Universitet og Syddansk Universitet.
Hun har været ansat ved politiet og arbejdet i Folketinget og så har hun også været lægdommer ved Københavns Byret. I 2024 var hun nomineret ved de internationale Justitia Awards i kategorien ‘Game Changer’.

## Forskning
I 2011 fik Kumm Sabba Mirza sin kandidatgrad i jura fra Det Juridiske Fakultet ved Københavns Universitet, hvor hun i 2017 forsvarede sin Ph.D i strafferet. Hendes Ph.D var inden for feltet om æresrelaterede forbrydelser og negativ social kontrol hvor hun fokuserede på kvindelig omskæring, tvangstildækning og tvangsægteskaber. Under hendes Ph.D havde hun bl.a. forskningsophold ved Oxford universitetet.
I 2021 bidrog hun til CUREDI projektet ved Max Planck Instituttet i Halle, Tyskland. Hun er i øjeblikket ansat som adjunkt ved Syddansk Universitet hvor hun er involveret i et forskningsprojekt om symbollovgivning og lovkvalitet.

## Iværksætteri
Kumm Sabba Mirza er grundlægger og direktør for My Law Story, en digital medievirksomhed i den juridiske branche der arbejder indenfor diversitet og inklusion i branchen. Virksomheden startede som en forening på det Juridiske Fakultet. Sidenhen blev My Law Story til en virksomhed med Kumm Sabba Mirza som direktør, og virksomheden begyndte at producere medieindhold med fokus på juridisk formidling.
My Law Story producerer også dokumentarfilm indenfor det juridiske felt. Blandt disse er eksempelvis filmen ‘Global Legal History’ med juraprofessor Ditlev Tamm og dokumentarfilmen ‘The Lesser Lawyers’ om vilkårene for kvindelige advokater i Pakistan.
My Law Story har også afholdt konferencer på Christiansborg, bl.a. for at evaluere diversitetsudviklingen i den juridiske branche i Danmark.

## Privatliv
Sabba Mirza blev gift i 2002 og er mor til fem børn.
I 2008 blev hendes ønske om at blive dommer genstand for dækning i de danske aviser og medier, og efter vedtagelsen af forbud om at bære religiøse symboler ved domstolene, valgte hun at opgive sit ønske om at blive dommer.